# Vigoux
Vigoux és un municipi francès, situat al departament de l'Indre i a la regió de Centre – Vall del Loira. L'any 2007 tenia 465 habitants.

## Demografia

### Població
El 2007 la població de fet de Vigoux era de 465 persones. Hi havia 200 famílies, de les quals 52 eren unipersonals (28 homes vivint sols i 24 dones vivint soles), 72 parelles sense fills, 68 parelles amb fills i 8 famílies monoparentals amb fills.
La població ha evolucionat segons el següent gràfic:
Habitants censats

### Habitatges
El 2007 hi havia 256 habitatges, 202 eren l'habitatge principal de la família, 44 eren segones residències i 11 estaven desocupats. 251 eren cases i 4 eren apartaments. Dels 202 habitatges principals, 169 estaven ocupats pels seus propietaris, 28 estaven llogats i ocupats pels llogaters i 5 estaven cedits a títol gratuït; 4 tenien una cambra, 8 en tenien dues, 43 en tenien tres, 55 en tenien quatre i 93 en tenien cinc o més. 141 habitatges disposaven pel capbaix d'una plaça de pàrquing. A 79 habitatges hi havia un automòbil i a 101 n'hi havia dos o més.

### Piràmide de població
La piràmide de població per edats i sexe el 2009 era:
| Homes | Edats   | Dones |
| ----- | ------- | ----- |
| 0     | 95 o +  | 0     |
| 0     | 90 a 94 | 0     |
| 0     | 85 a 89 | 4     |
| 4     | 80 a 84 | 0     |
| 8     | 75 a 79 | 12    |
| 16    | 70 a 74 | 4     |
| 4     | 65 a 69 | 8     |
| 24    | 60 a 64 | 32    |
| 0     | 55 a 59 | 8     |
| 16    | 50 a 54 | 4     |
| 40    | 45 a 49 | 24    |
| 8     | 40 a 44 | 28    |
| 32    | 35 a 39 | 16    |
| 20    | 30 a 34 | 20    |
| 12    | 25 a 29 | 4     |
| 20    | 20 a 24 | 8     |
| 12    | 15 a 19 | 8     |
| 20    | 10 a 14 | 8     |
| 12    | 5 a 9   | 12    |
| 12    | 0 a 4   | 0     |

## Economia
El 2007 la població en edat de treballar era de 296 persones, 225 eren actives i 71 eren inactives. De les 225 persones actives 213 estaven ocupades (116 homes i 97 dones) i 12 estaven aturades (5 homes i 7 dones). De les 71 persones inactives 31 estaven jubilades, 17 estaven estudiant i 23 estaven classificades com a «altres inactius».

### Ingressos
El 2009 a Vigoux hi havia 202 unitats fiscals que integraven 478 persones, la mediana anual d'ingressos fiscals per persona era de 15.325 €.

### Activitats econòmiques
Dels 11 establiments que hi havia el 2007, 1 era d'una empresa extractiva, 1 d'una empresa de fabricació d'altres productes industrials, 4 d'empreses de construcció, 2 d'empreses de comerç i reparació d'automòbils, 1 d'una empresa d'hostatgeria i restauració i 2 d'empreses immobiliàries.
Dels 6 establiments de servei als particulars que hi havia el 2009, 1 era un taller de reparació d'automòbils i de material agrícola, 1 paleta, 1 guixaire pintor, 2 electricistes i 1 restaurant.
L'any 2000 a Vigoux hi havia 35 explotacions agrícoles que ocupaven un total de 2.260 hectàrees.

## Equipaments sanitaris i escolars
El 2009 hi havia una escola elemental integrada dins d'un grup escolar amb les comunes properes formant una escola dispersa.

## Poblacions més properes
El següent diagrama mostra les poblacions més properes.